# قوائم كوارث نووية وحوادث إشعاعية

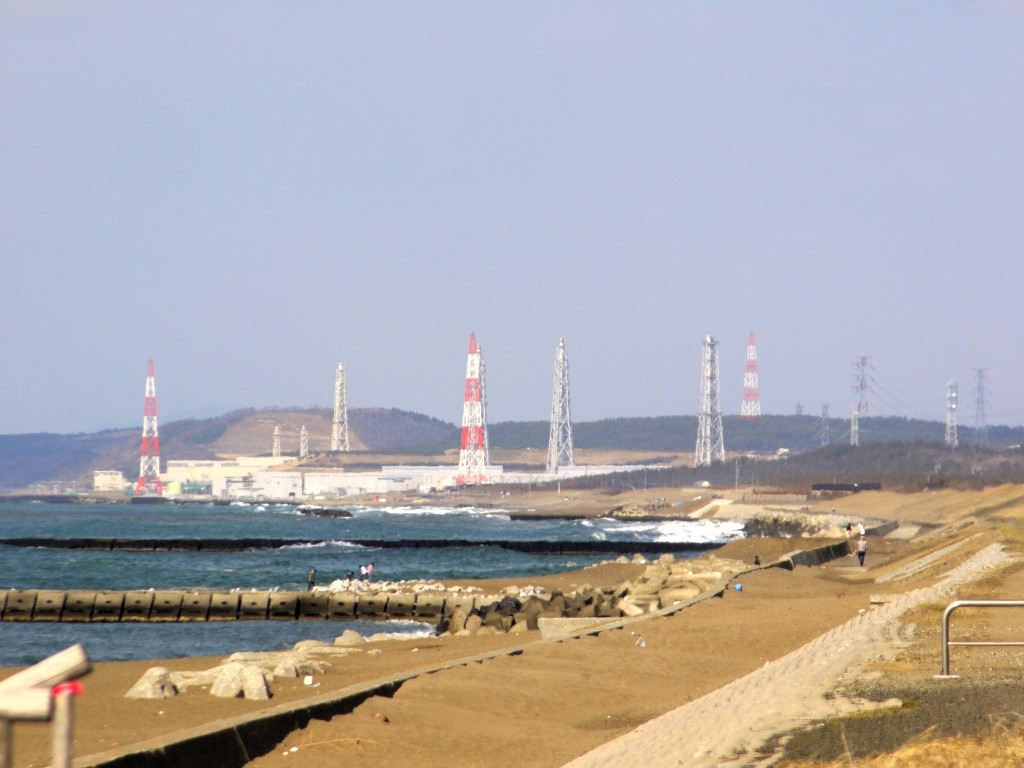
صورة محطة الطاقة النووية كاشيوازاكي كاريوا وهي محطة نووية يابانية ذات سبع وحدات، وهي أكبر محطة للطاقة النووية في العالم، وأغلقت بشكل كامل لمدة 21 شهرًا بعد زلزال عام 2007.

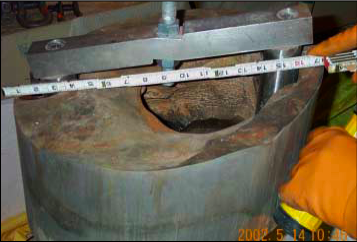
تآكل 6 بوصة (150 ملم) من سميكة الكربون الصلب لمفاعل ديفيس بيس الرئيس في محطة للطاقة النووية عام 2002، والناجمة عن تسرب مستمر لمعامل بورق للمياه.

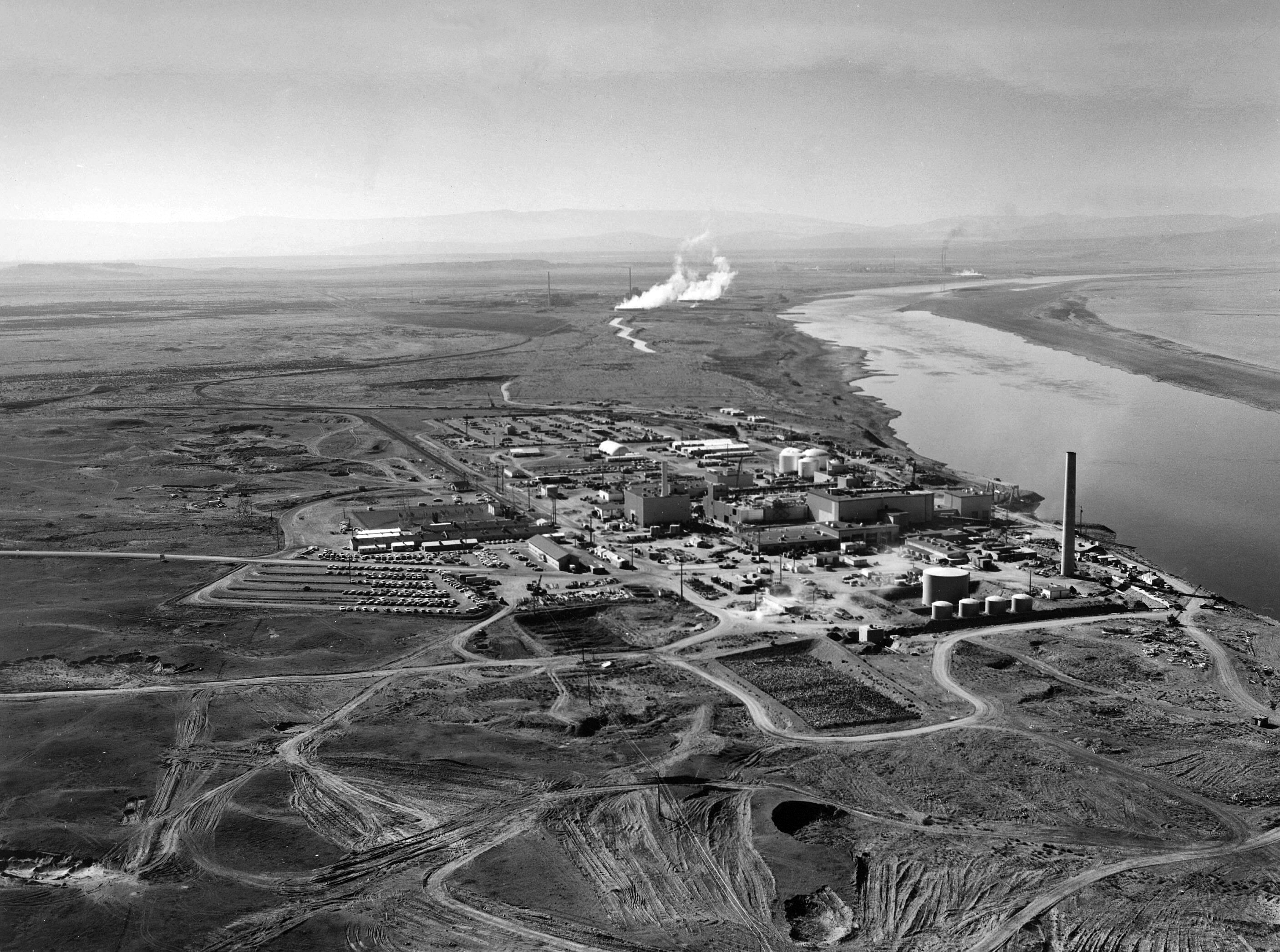
موقع هانفورد يمثل ثلثي النفايات عالية المستوى المشعة في أميركا من حيث الحجم. والمفاعلات النووية تبطن ضفة النهر في موقع هانفورد على طول نهر كولومبيا في كانون الثاني عام 1960.

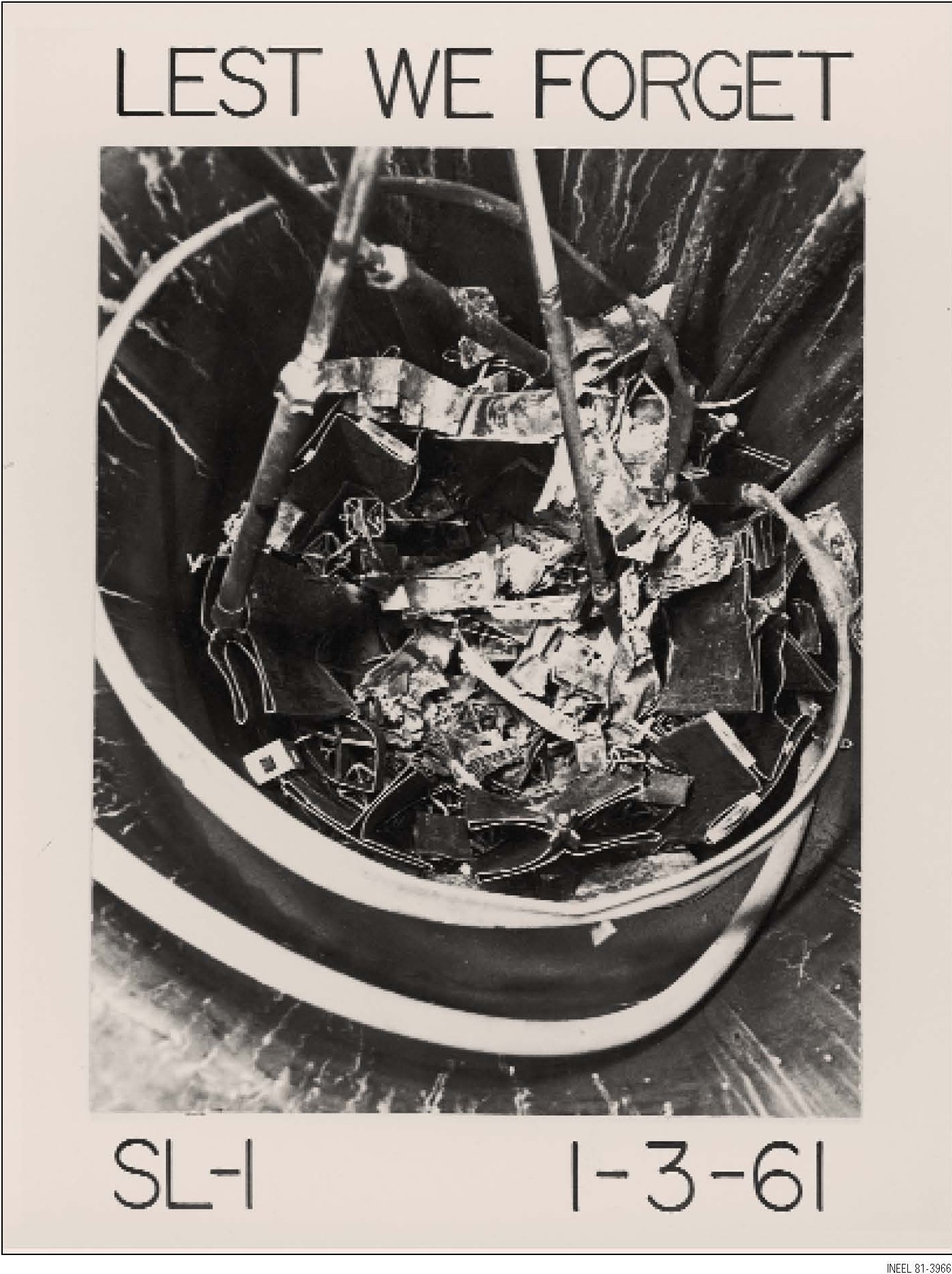
هذه صورة ميم ثاء 1 وهي بمثابة تذكير بضرورة السيطرة المركزية على المفاعل النووي.

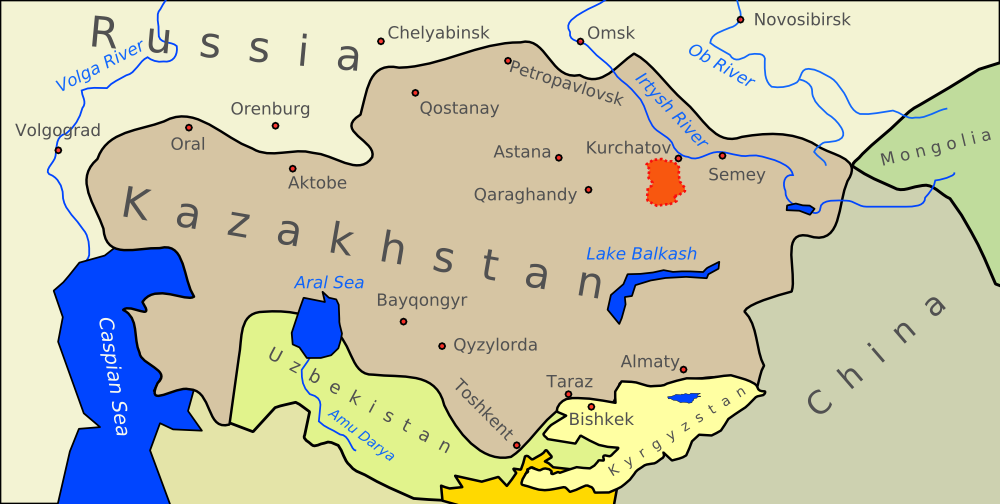
في فسحة موقع اختبار سيميبالاتينسك (المشار إليه باللون الأحمر)، والتي تغطي مساحة حجم ويلز. أجرى الاتحاد السوفيتي 456 تجربة نووية في سيميبالاتينسك من 1949 حتى 1989 مع بعض الحيطة من تأثيرها على البيئة والسكان المحليين. وقد أُزيل وأُخفي التأثير الكامل للتعرض الإشعاعي لسنوات عديدة بوساطة السلطات السوفيتية، ويأتي فقط القليل من الضوء منذ إغلاق موقع التجارب في عام 1991.

هذه هي قوائم الكوارث النووية والحوادث الإشعاعية.

## القوائم الرئيسة
- قائمة اعتداءات على المنشآت النووية
- قائمة مواد متعلقة بكارثة تشيرنوبيل
- قائمة حوادث نووية مدنية
- قائمة حوادث إشعاعية مدنية
- قائمة جرائم تنطوي على مواد إشعاعية
- قائمة حوادث ووقائع حرجة
- قائمة أزمات حوادث نووية
- قائمة التفجيرات النووية المهمة
- قائمة حوادث نووية عسكرية
- قائمة حوادث نووية وإشعاعية
- قائمة حوادث نووية وإشعاعية حسب عدد القتلى
- قائمة تجارب أسلحة نووية
- قائمة غواصات نووية غارقة
- قائمة مقالات حول حادثة جزيرة الثلاثة أميال
- قائمة تجارب أسلحة نووية

## قوائم حسب البلد
- قائمة محطات نووية ملغية في الولايات المتحدة
- قائمة تحقيقات في تعدين اليورانيوم في أستراليا
- قائمة حوادث الطاقة النووية حسب البلد
- قائمة وفيات نووية وإشعاعية حسب البلد
- قائمة مواقع تجارب الأسلحة النووية
- قائمة تجارب الأسلحة النووية في الاتحاد السوفيتي
- قائمة تجارب الأسلحة النووية في الولايات المتحدة
- قائمة حوادث الطاقة النووية في كندا

## الكوارث الفردية والحوادث والمواقع
- 2011 حادثة الغواصة النووية ك-84
- 2011 كارثة فوكوشيما
- 2001 حادثة معهد أنكولوجيكو الوطني للعلاج الإشعاعي
- 1997 حادثة توكايمورا النووية
- 1996 حادثة سان خوان دي ديوس للعلاج الإشعاعي
- 1990 حادثة عيادة سرقسطة للعلاج الإشعاعي
- 1987 حادثة غويانيا الإشعاعية
- 1986 كارثة تشيرنوبيل وآثار كارثة تشيرنوبيل
- 1979 حادثة جزيرة الثلاثة أميال والآثار الصحية لحادثة جزيرة الثلاثة أميال
- 1969 مفاعل لوسنس
- 1962 فشل إطلاق صاروخ ثور خلال تجارب الأسلحة النووية في جونستون أتول في إطار عملية حوض السمك
- 1962 أزمة الصواريخ الكوبية
- 1961 انصهار قلب المفاعل النووي ميم ثاء 1
- 1961 حادثة النووية ك-19
- 1959 انصهار قلب المفاعل النووي الجزئي (مفاعل تجربة الصوديوم) في مختبر سانتا سوزانا الميداني
- 1957 كارثة كشتم
- 1957 حريق يندسكال
- 1957 عملية تمايل الشاقول
- 1954 الممارسة النووية توتسكوي
- 1951 تمارين الصحراء الرياضة
- جزيرة بيكيني
- موقع هانفورد
- نبات الشقق الصخري، واطلع أيضًا على التلوث الإشعاعي من محطة الشقق الصخري
- نهر تيكا
- تلوث بحيرة قراتشاي
- 1945 هيروشيما
- 1945 ناغازاكي

## طالِع أيضًا
- قائمة للكتب حول القضايا النووية
- قائمة السفن النووية المدنية
- قائمة الأفلام حول القضايا النووية
- قائمة تحقيقات في تعدين اليورانيوم في أستراليا
- قائمة الغواصات النووية
- قائمة المبلغين عن المخالفات النووية
- قائمة الدول النووية
- قائمة المفاعلات البحرية الأمريكية
- تعرض محطة نووية لمهاجمة
- اصطلاحات حوادث الولايات المتحدة النووية العسكرية
- المقياس الدولي للحوادث النووية
- جواسيس عن الذرة
- الإرهاب النووي
- السلامة النووية
- حادث نووي
- قائمة بمحطات الطاقة النووية
- المبلغون عن المخالفات النووية